# Wang Hao (athlétisme)
Pour les articles homonymes, voir Wang Hao et Wang (patronyme).
Wang Hao (en chinois 王浩, pinyin Wáng Hào), né le 16 août 1989 en Mongolie-Intérieure, est un athlète chinois, spécialiste de marche, champion du monde du 20 km marche en 2009 à Berlin.

## Carrière
Le 16 août 2008, Wang Hao se classe quatrième du 20 km marche des Jeux olympiques d'été 2008 de Pékin, améliorant son record personnel en 1 h 19 min 47. Il échoue à seulement cinq secondes de la médaille de bronze remportée par l'Australien Jared Tallent. Quelques semaines plus tard, le Chinois établit à Xintai le nouveau record du monde junior du 10 km marche en 39 min 57 s.
Le 15 août 2009, à la veille de son 20e anniversaire, Wang Hao remporte la médaille d'argent du 20 km des Championnats du monde d'athlétisme 2009 de Berlin avec le temps de 1 h 19 min 06 (nouveau record personnel), devancé d'une trentaine de secondes par le Russe Valeriy Borchin. Ce dernier sera finalement disqualifié le 20 janvier 2015, permettant ainsi à Wang de récupérer la médaille d'or. Le 22 octobre de la même année, il bat à nouveau son record personnel sur cette distance en 1 h 18 min 13 s. 
En 2010, il remporte la Coupe du monde de marche à Chihuahua au Mexique en 1 h 22 min 35 s, puis s'impose lors des Jeux Asiatiques à Guangzhou en Chine, toujours sur 20 km, en 1 h 20 min 50 s. L'année suivante, il se classe 8e aux Mondiaux de Daegu en Corée du Sud.

## Records
- 10 000 m marche (piste) : 41 min 23 s 21 (Mondovi, 12/06/2011)
- 10 km marche :	38 min 00 s (Pékin, 18/09/2010)
- 20 000 m marche (piste) : 1 h 21 min 20 s 69 (Wuhan, 02/11/2007)
- 20 km marche : 1 h 18 min 13 s (Jinan, 22/10/2009)
- 50 km marche : 3 h 41 min 55 s (Jinan, 26/10/2009)

## Palmarès

### Jeux olympiques
- Jeux olympiques d'été 2008 à Pékin :
  - 4e du 20 km marche

### Championnats du monde
- Championnats du monde d'athlétisme de 2009 à Berlin :
  -  Médaille d'or sur 20 km en 1h 19 min 5 s  à la veille de son 20e anniversaire, après disqualification en 2015 de Valeriy Borchin.